# زينب... زهرة أغمات
زينب... زهرة أغمات  هو فيلم سيرة ذاتية تاريخي مغربي صدر سنة 2014، من إخراج فريدة بورقية، وبطولة كل من فاطم العياشي، وعبد السلام البوحسيني، ومحمد مجد، ومحمد خيي، وبنعيسى الجيراري. يحكي الفيلم سيرة حياة زينب بنت إسحاق النفزاوية إحدى أشهر النساء الأمازيغيات خلال عصر الإمبراطورية المرابطية.

## القصة
يُصور الفيلم سيرة شخصية زينب النفزاوية معتمدًا على ما دونته المصادر والمراجع التاريخية حولها، انطلاقا من مميزاتها في الطفولة، والشباب، مرورا بزواجها من أربعة أمراء تعاقبوا على قيادة أغمات، وعقب صعود دولة المرابطين تزوجها الزعيم أبو بكر بن عمر، ثم طلقها عقب عودته إلى الصحراء من جديد لانشغاله بإخماد تمرد القبائل على دولته وأمرها بأن تتزوج من ابن عمه الأمير المرابطي يوسف بن تاشفين بعد ما ولاه منصب حكم المغرب بأكمله.

## طاقم التمثيل
- فاطم العياشي بدور زينب النفزاوية
- عبد السلام البوحسيني بدور يوسف بن تاشفين
- محمد مجد بدور إسحاق
- محمد خيي
- بنعيسى الجيراري
- فريد الركراكي بدور أبو بكر بن عمر اللمتوني
- أمينة رشيد
- عبد الحق بلمجاهد
- جميلة شارق

## الإطلاق
شارك الفيلم في الدورة الـ15 للمهرجان الوطني للفيلم بطنجة.